# Parbattia latifascialis
Parbattia latifascialis là một loài bướm đêm trong họ Crambidae.